# 希吉拉
希吉拉（阿拉伯语：‎，羅馬字：Hegira/Hijrath），旧译徙志，又译作希吉来、黑嗤拉、黑吉拉，原意为“出走”“离开”，后来变为西元622年伊斯兰先知穆罕默德带领信众离开麦加，迁移到叶斯里卜（麦地那）这个事件的简称。由于这是伊斯兰歷史上非常重要的事件，後世將西元622年被定為伊斯蘭曆的元年，因此伊斯兰曆又被称为“希吉拉曆”或“希吉来曆”。

## 起因及过程
先知穆罕默德得到天启后在麦加传播伊斯兰教，随着其影响力越来越大，威胁到了当时在统治地位的古来氏贵族。古来氏贵族就开始阻挠穆罕默德的传教，甚至迫害穆斯林，615年7月为了免遭古来氏的迫害，就有一批穆斯林迁徙到了阿比西尼亚，穆罕默德继续在麦加传教，但情况越来越糟，最终在622年，先知决定率领穆斯林迁往叶斯里卜（Yathrib，即後來的麦地那）。
当古来氏密謀決定杀死穆罕默德時，穆罕默德遵從真主的指示要离开麦加。在穆罕默德悄悄地离开了麦加之后，古来氏贵族派兵追赶穆罕默德。传说此时穆罕默德和艾卜·伯克尔正藏身于苏尔山的一个山洞中，当追兵赶到洞口时，发现有蜘蛛在结网，里面还有一只野鸽在孵蛋，所以认为洞里不可能藏人，便离开了。穆罕默德在山洞里隐藏了三天三夜，后于622年9月24日（伊历元年3月16日）进入叶斯里卜。
在此之后人们把叶斯里卜称为“光明的麦地那”（‎），把麦地那的穆斯林称为“辅士”，把从麦加迁移来的穆斯林叫做“迁士”。

## 外部連結
- Incident of the cave （页面存档备份，存于）
- IslamiCity.com article on the Hijrah
- Articles, audios on the Hijrah （页面存档备份，存于）